# 山ノ上古墳
山ノ上古墳または山上古墳（やまのうえこふん）は、群馬県高崎市山名町にある古墳。形状は円墳。隣接する山ノ上碑（山上碑）と合わせて国の特別史跡に指定されている（指定名称は「山上碑及び古墳」）。
本項では、山ノ上古墳の西にある山ノ上西古墳についても解説する。

## 概要

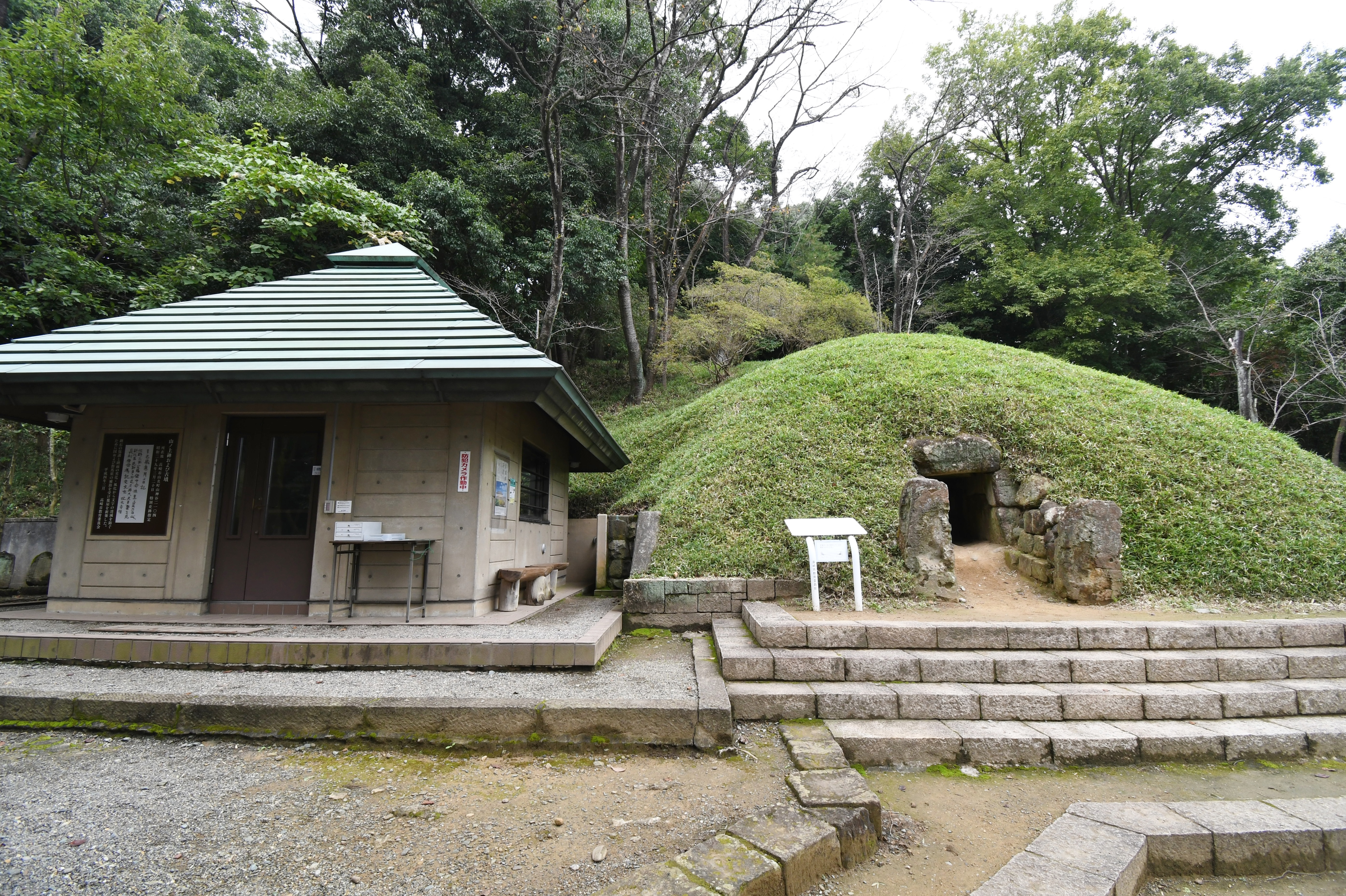
山ノ上碑覆屋・山ノ上古墳

群馬県南部、観音山丘陵（岩野谷丘陵）東端において山寄せで築造された古墳である。西側には山ノ上碑（山上碑、上野三碑の1つ）が隣接して所在する。古くから石室が開口するほか、1959年（昭和34年）に石室実測調査、1972年（昭和47年）に発掘調査が実施されている。
墳形は円形で、直径約15メートル・高さ5メートルを測る。墳丘外表で葺石・埴輪は認められず、墳丘周囲に周溝も認められない。埋葬施設は両袖式の横穴式石室で、南南西方向に開口する。截石切組積みによって構築された整美な石室であり、群馬県域で認められる同様の石室のうちでは初現的様相を呈する。ただし後世に羨道前半部は修築がなされ、玄室には馬頭観音像が据えられている。石室内の副葬品は明らかでない。
築造時期は、古墳時代終末期の7世紀中葉頃と推定され、南東の平野部にある山名伊勢塚古墳（高崎市山名町）に後続する首長墓に位置づけられる。かつては山ノ上碑を本古墳の墓碑と解し、銘文の「辛己辛巳の誤記歳（中略）黒売刀自（中略）娶生児長利僧母為記定文也」から、天武天皇10年（681年）に長利が母の黒売刀自を葬ったとして、築造年代・被葬者が判明する極めて稀な例として注目された。しかし近年では山ノ上古墳の築造は山ノ上碑に先行する段階に位置づけられており、山名地域の首長墓として築造されたのち、黒売刀自の追葬に際する供養としての建碑として理解される。いずれにしても金石文と古墳のセットによって古墳時代当時の様相を窺うことが可能な例として、貴重な古墳になる。
古墳域は1954年（昭和29年）に山ノ上碑と合わせて国の特別史跡に指定されている。

## 遺跡歴
- 鎌倉時代頃、石室内に馬頭観音像の設置[1]。
- 戦国時代頃、石室羨道前半部の修築か（石室転用石に文和元年（1352年）銘の宝篋印塔）[1]。
- 明和6年（1769年）、「多胡郡内三十三番札所詠歌記」四番に「窟堂馬頭観音」の記載[4]。
- 1921年（大正10年）3月3日、国の史跡に指定[3]。
- 1954年（昭和29年）10月5日、国の特別史跡に指定[3]。
- 1959年（昭和34年）、石室実測調査[1]。
- 1972年（昭和47年）、整備に伴う発掘調査[1]。

## 埋葬施設

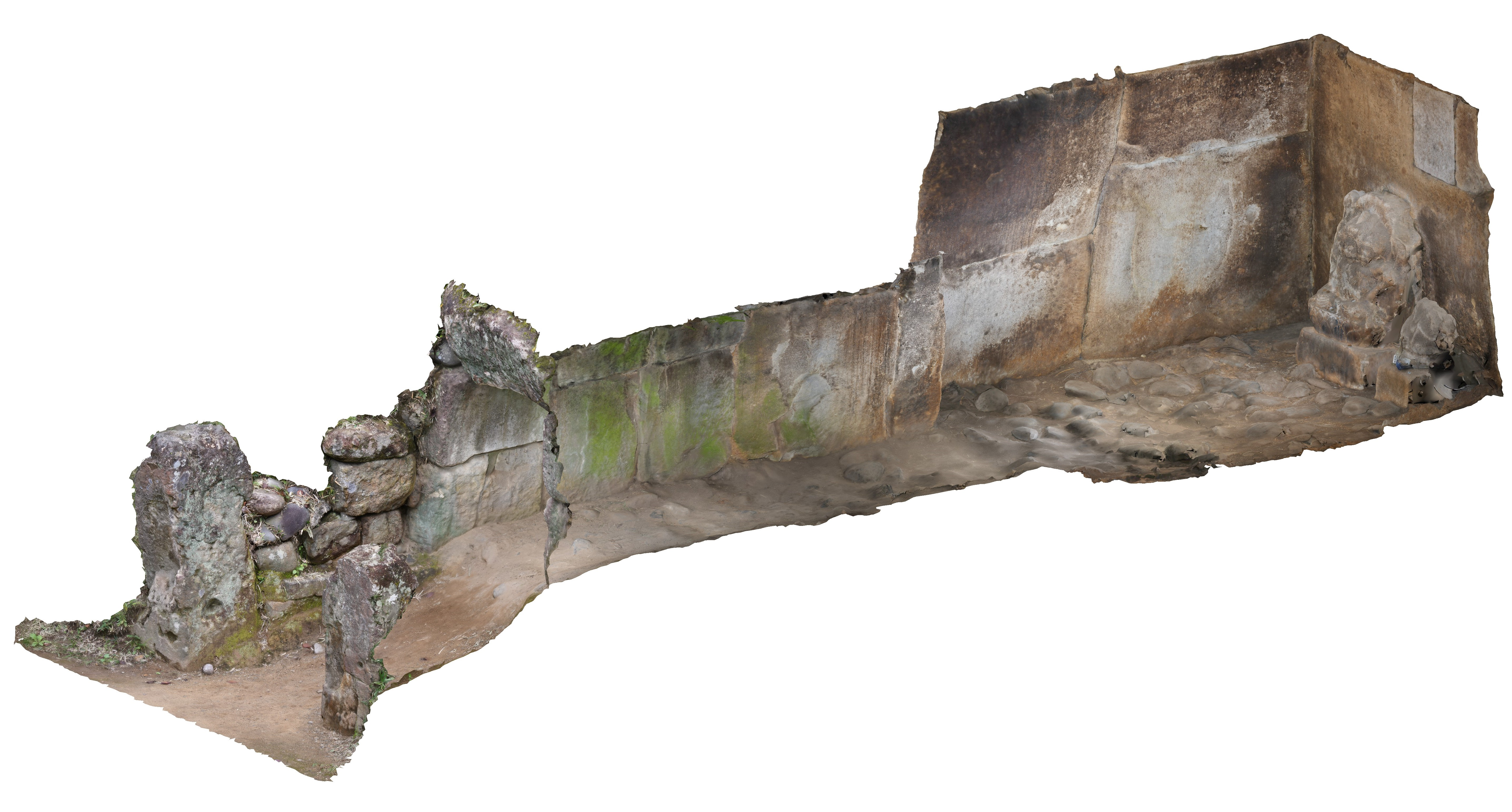
石室俯瞰図左から右に、羨道・玄室。

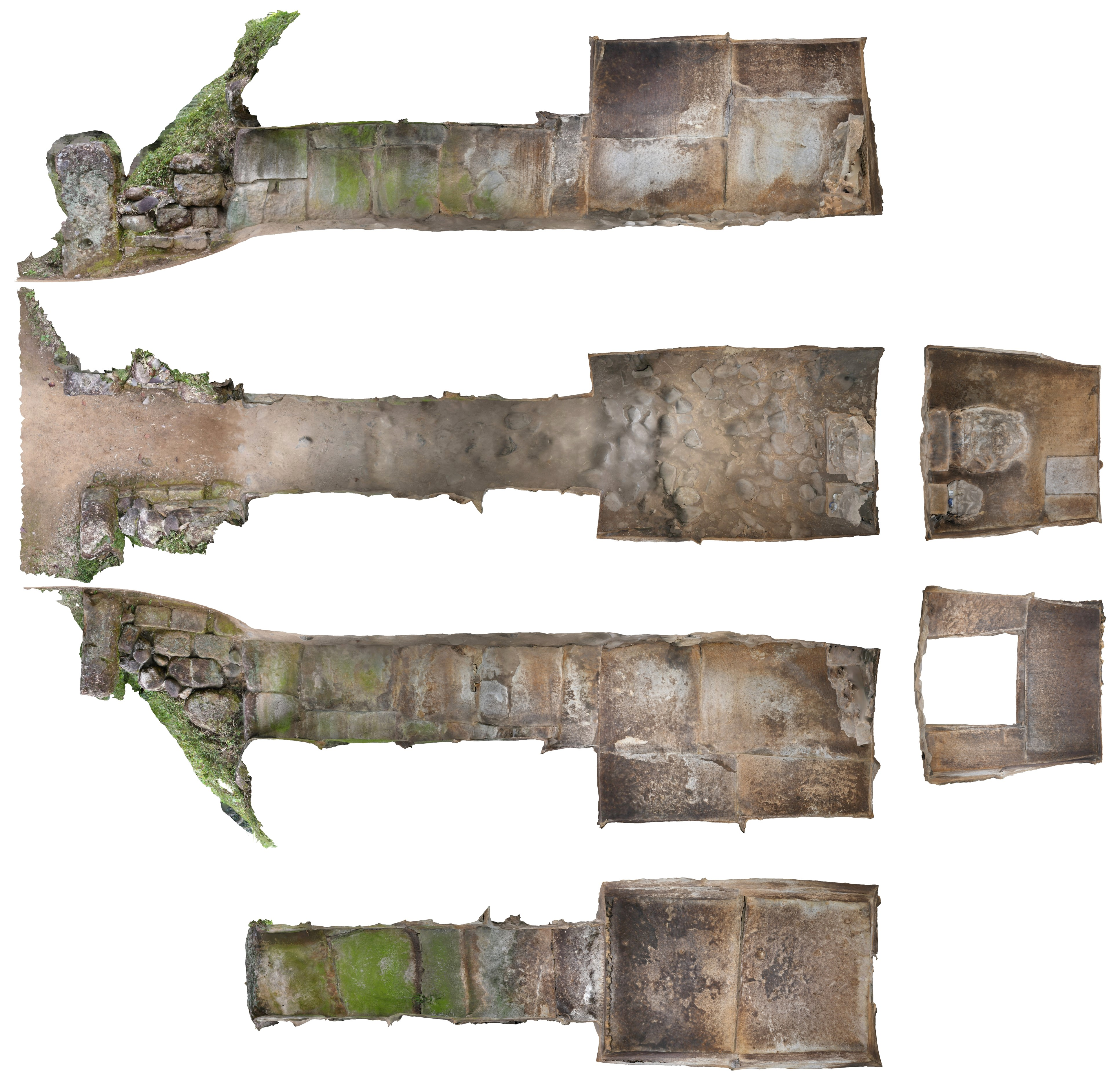
石室展開図

埋葬施設としては両袖式横穴式石室が構築されており、南南西方向に開口する。石室の規模は次の通り。
- 石室全長：7.40メートル
- 玄室：長さ2.70メートル、幅1.80メートル、高さ1.66メートル
- 羨道：長さ4.70メートル、幅0.9メートル、高さ0.96メートル

石室の石材は凝灰岩の切石で、切組積みによって構築される。玄室の奥壁は一枚石であるが、右上を小石材の切組で充填する。側壁は2列2段積みで、天井石は2石。玄室の羨道の境では柱状の単一石が張り出して玄門を形成し、床面には川原石3石による梱石が認められる。羨道は1段積みで、ほぼ垂直に立ち上がる。截石切組積み石室のなかでは初現的段階に位置づけられ、畿内の岩屋山式石室との類似性が指摘される。
玄室奥中央には、鎌倉時代頃の作とされる石造の馬頭観音像が据えられる。また羨道前半部では後世の修築が認められており、文和元年（1352年）銘を有する宝篋印塔等が転用されている。石室開口部の門柱状石材も後世の立石とされる。

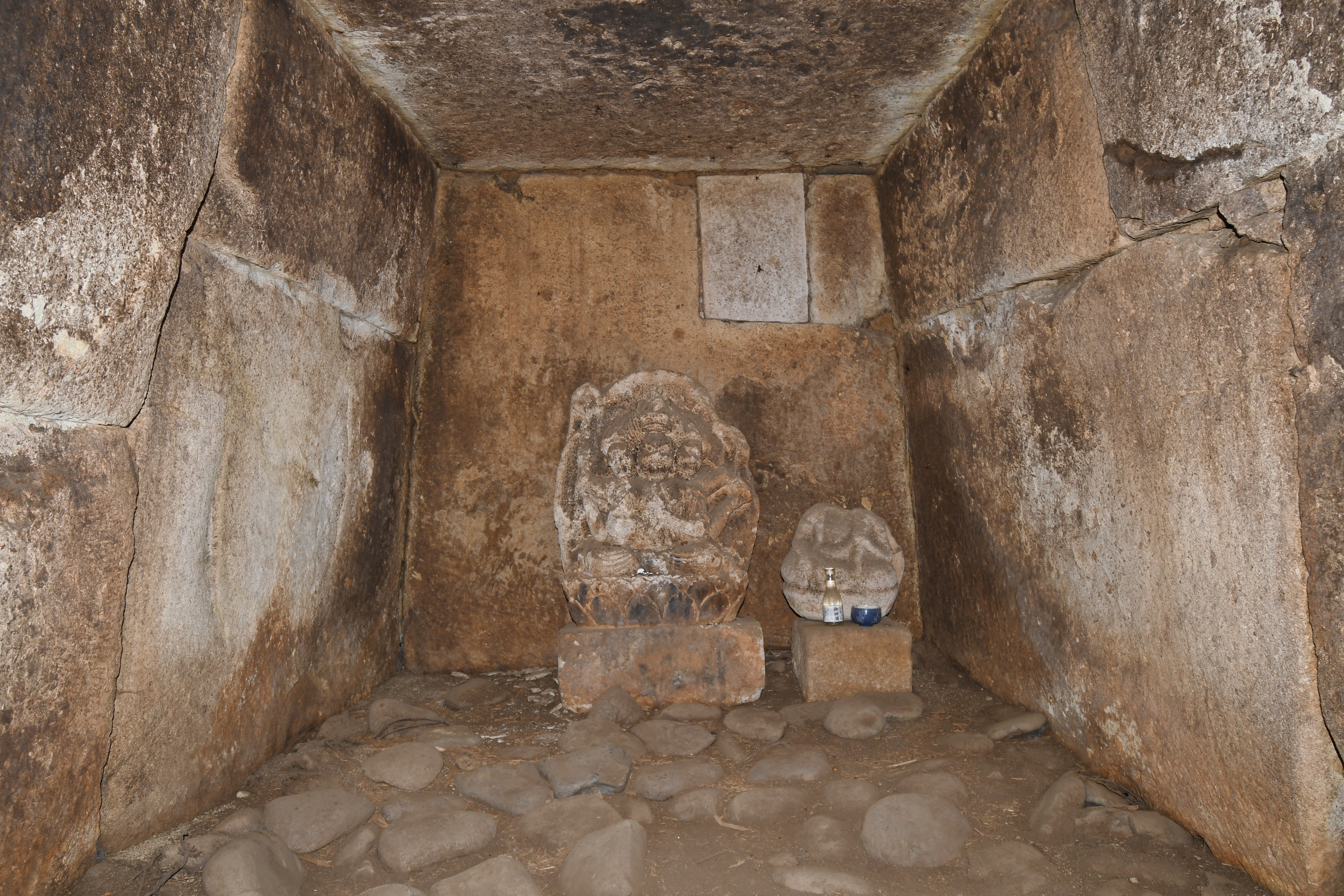
玄室（奥壁方向）
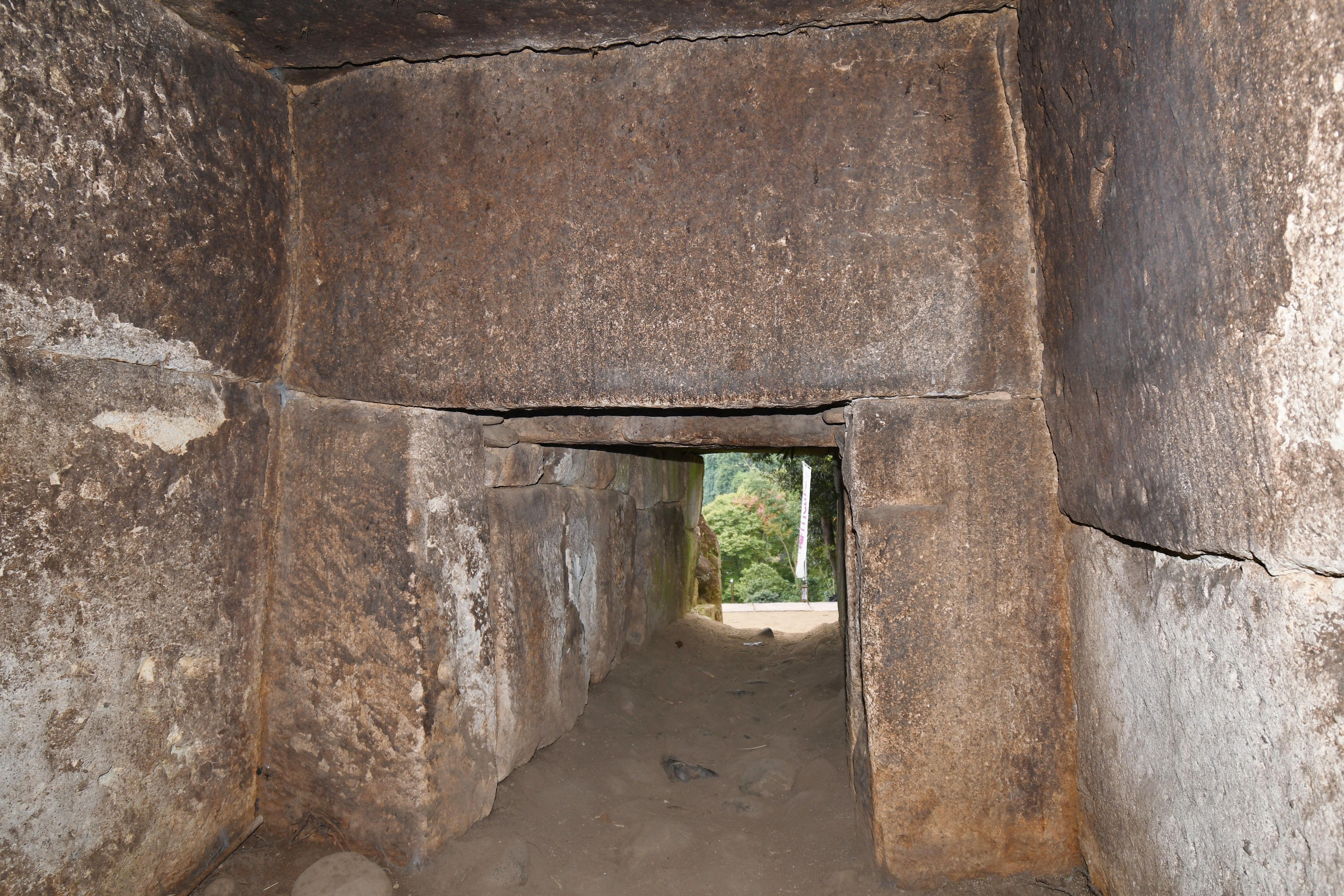
玄室（羨道方向）
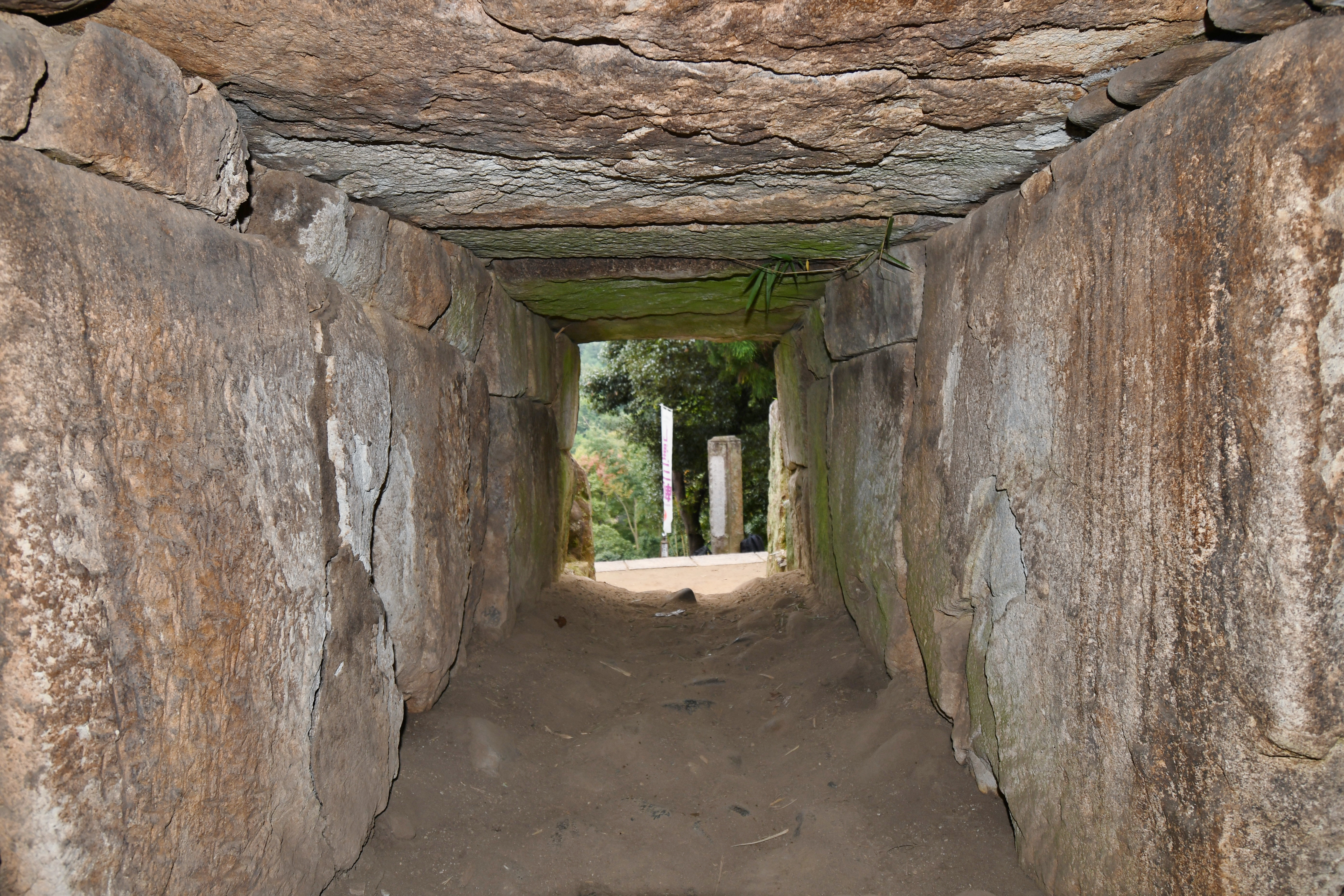
羨道（開口部方向）
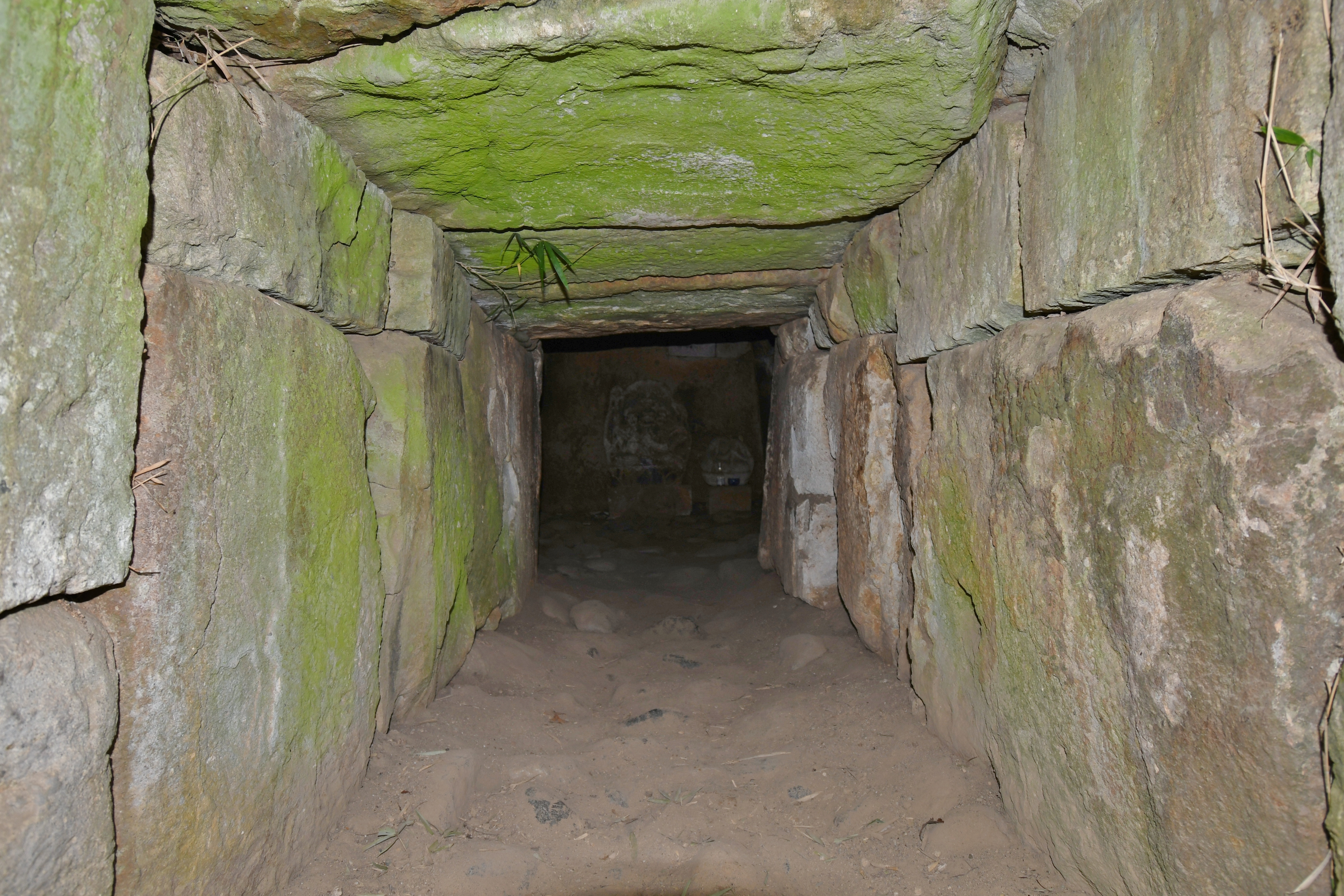
羨道（玄室方向）
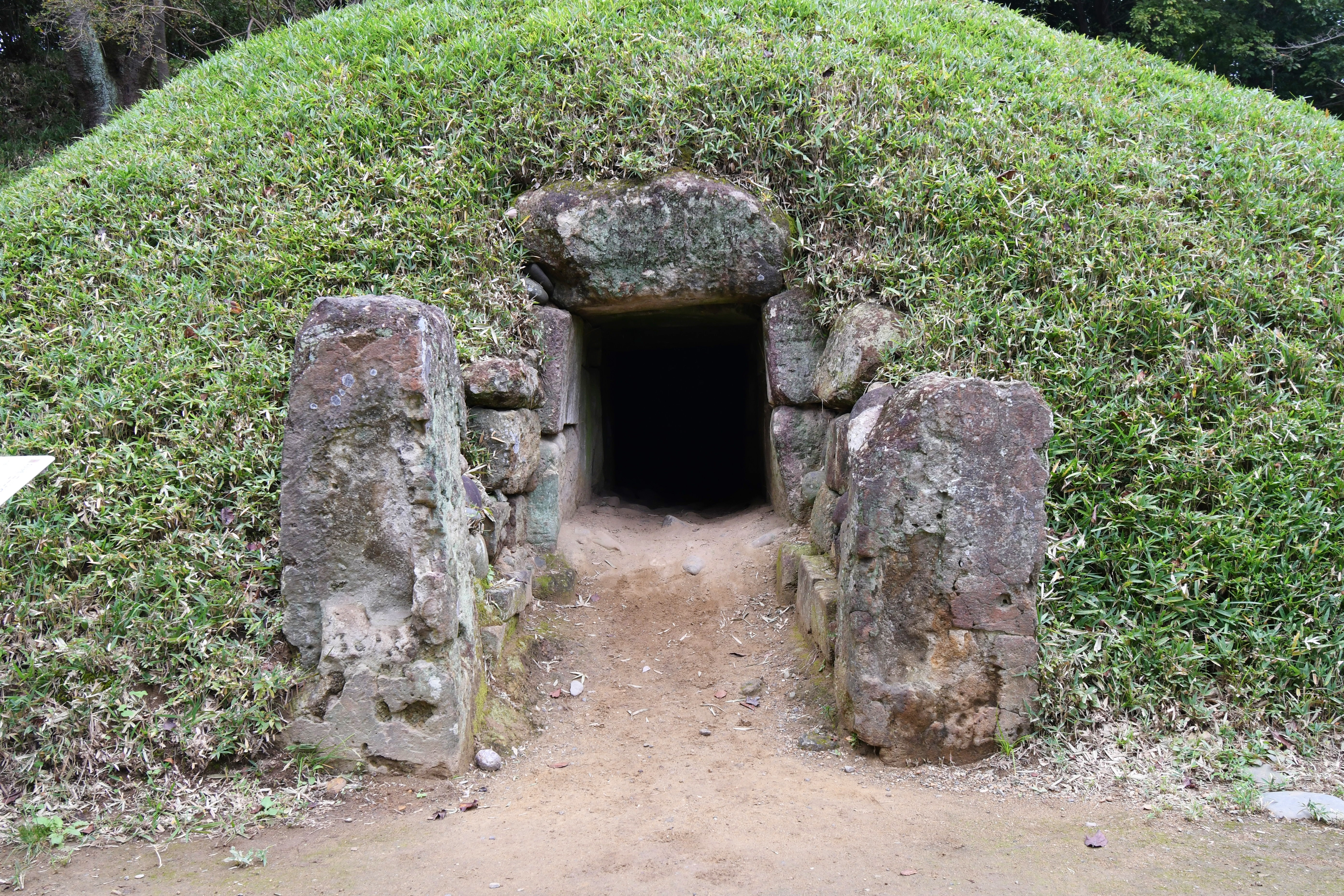
開口部

## 山ノ上西古墳
山ノ上西古墳（やまのうえにしこふん）は、群馬県高崎市山名町にある古墳。形状は円墳。史跡指定はされていない。

### 概要
山ノ上古墳の西方250メートルの丘陵南斜面に山寄せで築造された古墳である。1959年（昭和34年）に簡易な調査が実施されている。
墳形は円形で、直径約10メートルを測る。墳丘外表で葺石・埴輪は認められていない。埋葬施設は両袖式の横穴式石室で、南南西方向に開口する。截石切組積みによって構築された整美な石室である。石室内の副葬品は明らかでない。
築造時期は、古墳時代終末期の7世紀後半頃と推定される。山ノ上古墳の次世代の首長墓に位置づけられ、山ノ上古墳をモデルに築造されたことが示唆される。

### 埋葬施設
埋葬施設としては両袖式横穴式石室が構築されており、南南西方向に開口する。石室の規模は次の通り。
- 石室全長：6.30メートル
- 玄室：長さ2.7メートル、幅1.66-1.95メートル、高さ1.42-1.66メートル
- 羨道：長さ3.63メートル、幅0.83メートル、高さ0.96メートル
- 前庭部：長さ2.12メートル、幅4.2メートル（前）・幅3.7メートル（奥）

石室の石材は凝灰岩の切石で、切組積みによって構築される。玄室の奥壁は一枚石であるが、左下を小石材の切組で充填する。側壁は2段積み。床面には円礫を敷き、その上に砂礫を敷く。天井石は2石。羨道は基本的に2段積み。玄室と羨道の間では円礫5石を重ねた梱石と、その開口部側1メートルに単一石の梱石があるほか、板状切石2枚の扉石が認められる。また石室前には台形の前庭部が認められる。

## 文化財

### 国の特別史跡
- 山上碑及び古墳 - 	1921年（大正10年）3月3日に国の史跡に指定、1954年（昭和29年）10月5日に国の特別史跡に指定[3][2]。

## 関連文献
（記事執筆に使用していない関連文献）
- 「上野三碑調査報告 -山ノ上古墳-」『史蹟精査報告 第1』内務省、1926年。
- 『特別史跡山ノ上古墳修復事業報告書（高崎市文化財調査報告書 第2集）』高崎市教育委員会、1975年。
- 白石太一郎「山ノ上古墳と山ノ上碑」『古墳時代の日本列島』青木書店、2003年。